# 勞埃德酒店
勞埃德酒店（Lloyd Hotel）是荷蘭首都阿姆斯特丹的一座酒店，位於阿姆斯特丹東部。酒店建築修建於1918年，設計者是建築家Evert Breman。

## 外部連結
- Official site （页面存档备份，存于）